# قانون...
قانون… (انگلیسی: The law of ...) یک مجموعه تلویزیونی درام فرانسوی است. این مجموعه تلویزیونی از سال ۲۰۱۴ در فرانسه ۳ (فرانسه) و در Eurochannel و در مناطق دیگر مانند ایالات متحده، آمریکای لاتین و برخی از کشورهای اروپایی توزیع شده‌است.